# Slag om Herentals
De Slag om Herentals was een veldslag die plaatsvond in de straten van Herentals tijdens de Boerenkrijg in 1798.
Het was een confrontatie tussen de opstandelingen (brigands) en Franse troepen.

## Aanleiding tot de slag
De eerste wapenfeiten begonnen op 21 oktober 1798 toen brigands uit Tongerlo en Geel verschenen aan de Bovenpoort van Herentals. Ze verdreven de Franse soldaten uit de stad en ze zetten de republikeinse ambtenaren van de stad af. Diezelfde nacht velden ze de vrijheidsboom die de Franse bezetter had neergeplant en vervingen deze door een kruis. De brigands vestigden hun hoofdkwartier in het huis van een plaatselijke verzetsleider Lodewijk Jozef Heyen op de Grote Markt van Herentals, de volgende dagen kwamen er nog meer brigands uit de omliggende dorpen en steden de stad binnen. Op 22 oktober werd het  Augustijnenklooster heropend en de volgende dag werden de Norbertijnen teruggeleid naar hun klooster. Tijdens de nacht van 26 en 27 oktober kwamen Pieter Corbeels en zijn mannen aan vanuit Turnhout. Ook op 27 oktober vertrokken generaal Raymond Gaspard Bonardi vanuit 's-Hertogenbosch om de gevallen stad te heroveren. Hij maakte met zijn soldaten een tussenstop in Baarle-Hertog waar ze besloten om te overnachten om dan op 28 oktober 's morgens vroeg te vertrekken naar Herentals.

## De slag zelf

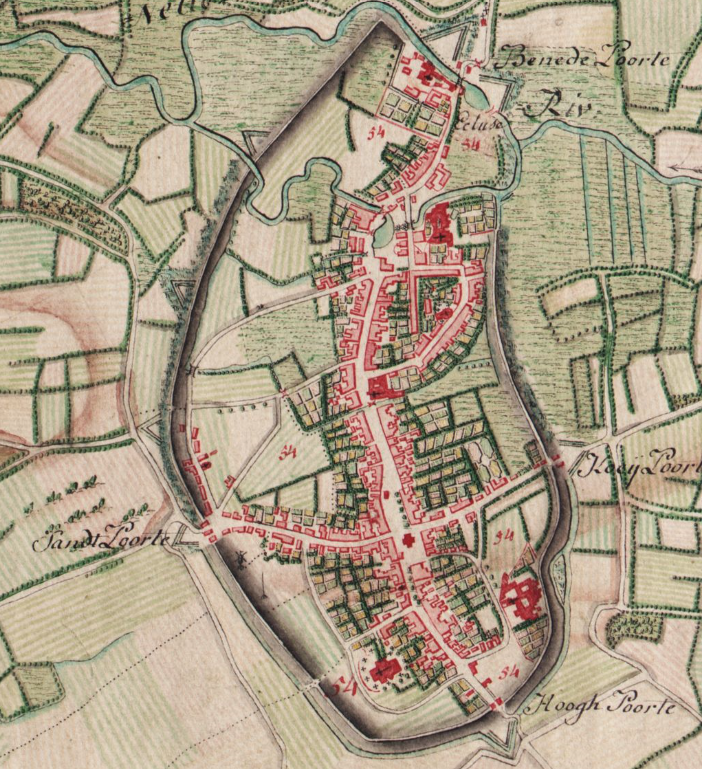
Kaart van Herentals uit 1771

De slag begon op 28 oktober 1798, de brigands waren al ingelicht dat de Franse troepen naderden en ze maakten zich klaar en namen strategische posities in bij de Wittenberg, een heuvel net buiten het stadscentrum van Herentals. Rond de middag kwamen de Fransen aan bij de stad. Ze vielen de stad aan via de Sassenhoutbrug, Watervoort en ook de Wittenberg waar ze de brigands terugdreven naar de Kleine Nete en de Nederpoort, een van de toenmalige stadspoorten. Hier begonnen de gevechten in de stad waar de brigands de Franse soldaten beschoten vanuit de huizen. De Fransen werden to net buiten de Nederpoort teruggedreven en toen besloten ze om hun kanonnen te gebruiken om de huizen waar de brigands zich verscholen hielden te vernietigen. Er ontstond een grote brand die zelfs het Augustijnenklooster in de as legde. Ook het hoofdkwartier van de brigands werd met kanonnen bestookt. De leiders van de stad smeekten de Fransen het kanonnenvuur te stoppen en de brigands trokken zich terug naar de Grote Markt waar ze een vluchtplan voorbereidden. Ze besloten om zich terug te trekken naar Geel. Nadat de opstandelingen zich teruggetrokken hadden besloot generaal Bonardi de stad te plunderen gedurende 2 uur om dan om 16 uur de stad te verlaten met 11 krijgsgevangenen richting Antwerpen.

## Gevolgen van de slag
De gevolgen voor Herentals waren groot, er waren door de brand 81 huizen in de as gelegd. Ook moest Herentals een boete van 1250 gulden betalen. De Fransen deelden mee dat meer dan 300 opstandelingen gedood waren, dit is nu bijgestuurd naar ongeveer tachtig mensen. De Fransen hadden dit waarschijnlijk gedaan om de andere opstandelingen angst aan te jagen. De slag liet ook nog immens veel gewonden achter.

## Nalatenschap van de slag
In 1898 werd een monument opgericht van 10 meter en 30 centimeter hoog ter nagedachtenis aan deze slag. Dit staat nog altijd achter de lakenhal van Herentals. Het gebouw waar de Brigands hun hoofdkwartier hadden staat nog steeds (maar natuurlijk wel een heropgebouwde versie) op de Grote Markt van Herentals naast het cultureel centrum 't Schaliken en is nu genaamd ‘De Luypaert’. Van het Augustijnenklooster staat na de brand enkel de oorspronkelijke infirmerie uit 1692 nog recht.

## Trivia
In het Suske en Wiske-album De Gladde Glipper worden de vrienden naar de Slag om Herentals geflitst om het dagboek van Iksimus te vinden en op deze manier de Gladde Glipper uit zijn macht te bevrijden.